# Jiří Barthold Pontanus z Breitenberka
Jiří Barthold Pontanus z Breitenberka, latinsky Georgius Bartholdus Pontanus a Breitenberg  (1550 Most – 20. února 1614 Praha) byl humanistický básník a prozaik, historik a církevní hodnostář. Přívlastek Pontanus znamená Mostecký.

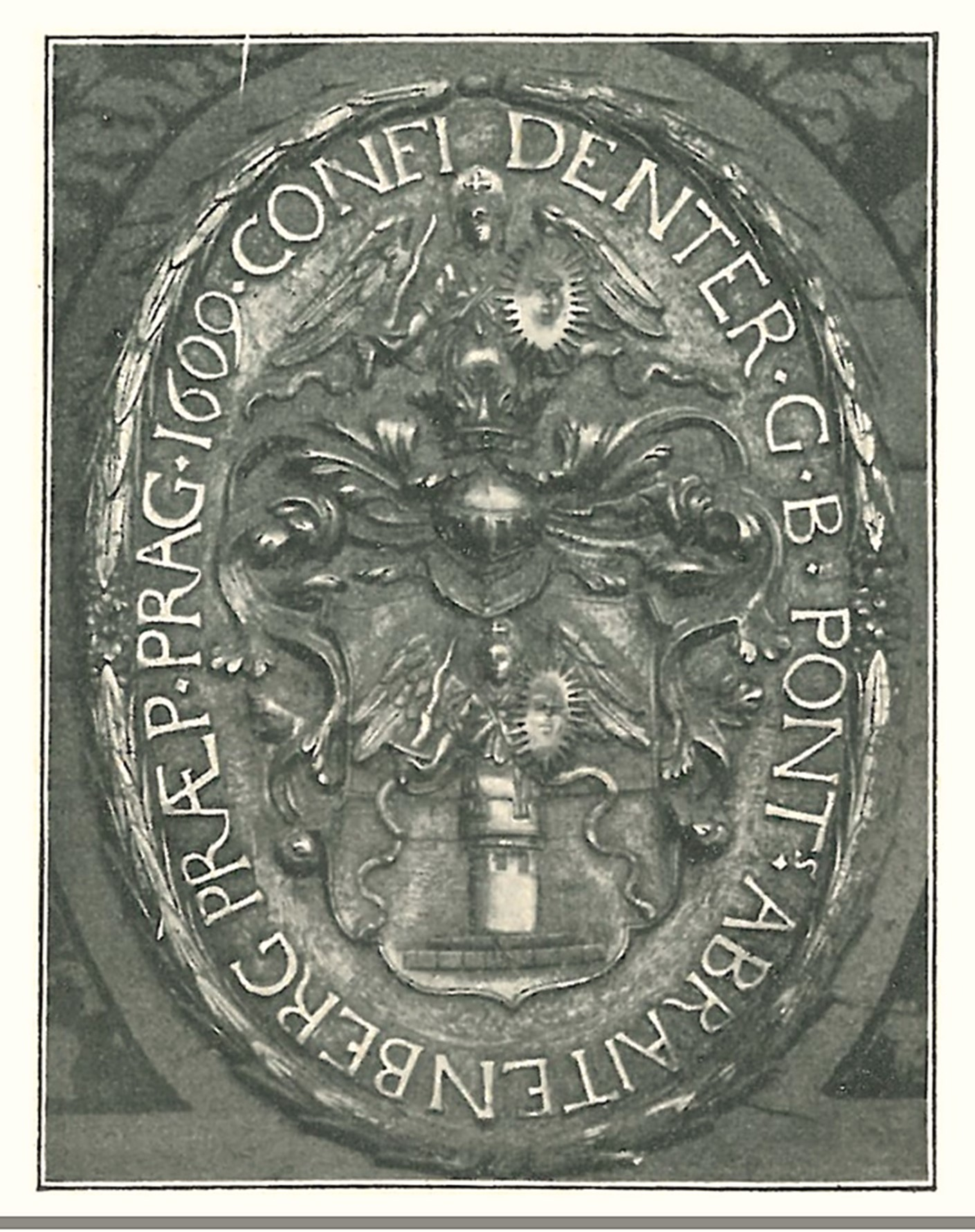
Erbovní deska Jiřího Bartholda Pontana z Breitenberka, Přistoupim

## Vzdělání
Jiří Barthold se narodil roku 1550 v Mostě, kde získal první vzdělání. Další studium získal v Plzni a Horšovském Týně, kde pobýval dva roky a roku 1573 pokračoval ve studiu filozofie a teologie v Praze na jezuitské koleji sv. Klementa. Studium v roce 1577 přerušil a odešel do premonstrátského kláštera v Louce u Znojma, kde vyučoval budoucí kněze gramatice, logice a poetice. V dubnu 1580 se Barthold vrátil do Prahy dokončit přerušená studia. Titul bakaláře získal 5. ledna 1581.

## Působení na pražském arcibiskupství a na císařském dvoře
Školu ukončil již jako tajemník nově zvoleného arcibiskupa Martina Medka z Mohelnice. Roku 1581 byl Berthold jmenován vyšehradským kanovníkem a v následujícím roce i metropolitním kanovníkem. Na kněze byl vysvěcen v bazilice svatého Jiří roku 1583. 
Roku 1585 byl jmenován scholastikem a roku 1586 oficiálem pražského arcibiskupa. Téhož roku byl zvolen děkanem. Roku 1589 jej papež Sixtus V. jmenoval hrabětem papežského paláce v Lateranu. 21. února 1594 byl zvolen kapitulním proboštem u sv. Víta a sufragánem arcibiskupa z Trapezunta.
Současně byl jmenován olomouckým a budyšínským kanovníkem. Za arcibiskupů Martina Medka, Zbyňka Berky z Dubé, Karla z Lamberka a Jana Lohelia byl generálním vikářem.  Do šlechtického stavu byl povýšen privilegiem císaře Rudolfa II. ze 2. února roku 1596 s predikátem z Breitenberka podle Širokého vrchu (německy Breitenberg) u Mostu. S tím získal také titul palatina s oprávněním udílet erby.

## Literární činnost
Barthold byl literárně činný se vztahem k hudbě. Byl autorem textů k motetům skladatele Jacoba Regnarta. Nejstarší známá Bartholdova báseň pochází z roku 1571, kdy pobýval v Horšovském Týně. První básně, které byly spíše jen pokusy, adresoval svým učitelům a církevním hodnostářům. Největší část Bartholdovy básnické činnosti spadá do 70. až 90. let 16. století. V roce 1593 vyšly tiskem veršované dějiny města Mostu. Od 90. let 16. století se věnoval více odborné literatuře v oborech historie, teologie a rétorika. Zabýval se životy svatých v díle Bohemia pia (Zbožné Čechy) a sbírce latinských hymnů o českých patronech Hymnorum sacrorum libri tres (Tři knihy posvátných hymnů).

## Erb
V erbu měl válcovou věž, z jejího cimbuří vyrůstá postava rozkřídleného archanděla Michaela s plamenným mečem a štítem v přímém pohledu. V klenotu je korunovaný helm v přímém pohledu, z koruny vyrůstá opět stejnou polopostavu archanděla Michael. Mramorová erbovní deska byla osazena v kostele sv. Václava v Přistoupimi.